# Xanthonia dentata
Xanthonia dentata – gatunek chrząszcza z rodziny stonkowatych.
Chrząszcz o ciele długości od 2,8 do 3,4 mm. Głowę i przedplecze ma gęsto i grubo punktowane. Jedwabiste, złociste owłosienie jest na ciemieniu i czole przylegające, a na przedpleczu położone. Przedplecze jest najszersze za środkiem i ma barwę szarobrunatną z rozjaśnionymi brzegami przednim i tylnym. Punktowanie rudobrązowych, smoliście plamkowanych pokryw układa się w dość regularne rzędy, zaburzone przy tarczce, za bruzdą i pod barkami. Punkty na dysku są tak szerokie jak międzyrzędy, natomiast ku wierzchołkowi ich rozmiary maleją. Międzyrzędy są na dysku są spłaszczone, a na wierzchołku i po bokach pokryw żeberkowato wyniesione. Owłosienie pokryw tworzą sterczące szczecinki ustawione w linie w punktach i po jednej na międzyrzędach. Zapiersie jest po bokach punktowane i pomarszczone. Żółtawobrązowe odnóża charakteryzuje bardzo mały ząbek na spodniej powierzchni ud, który na tych ostatniej pary może całkiem zanikać. Samca cechuje edeagus zwężający się stopniowo od miejsca nad otworem nasadowym po wierzchołek.
Owad Nearktyczny, znany z Kansas, Kolorado, Nowego Meksyku i Teksasu w Stanach Zjednoczonych.